# ISTAF Berlin
L'ISTAF Berlin, per esteso Internationales Stadionfest Berlin, è un meeting internazionale di atletica leggera, inserito nel circuito World Athletics Continental Tour. Si tiene annualmente nel mese di agosto oppure nel mese di settembre a Berlino in Germania.

## Circuito World Athletics

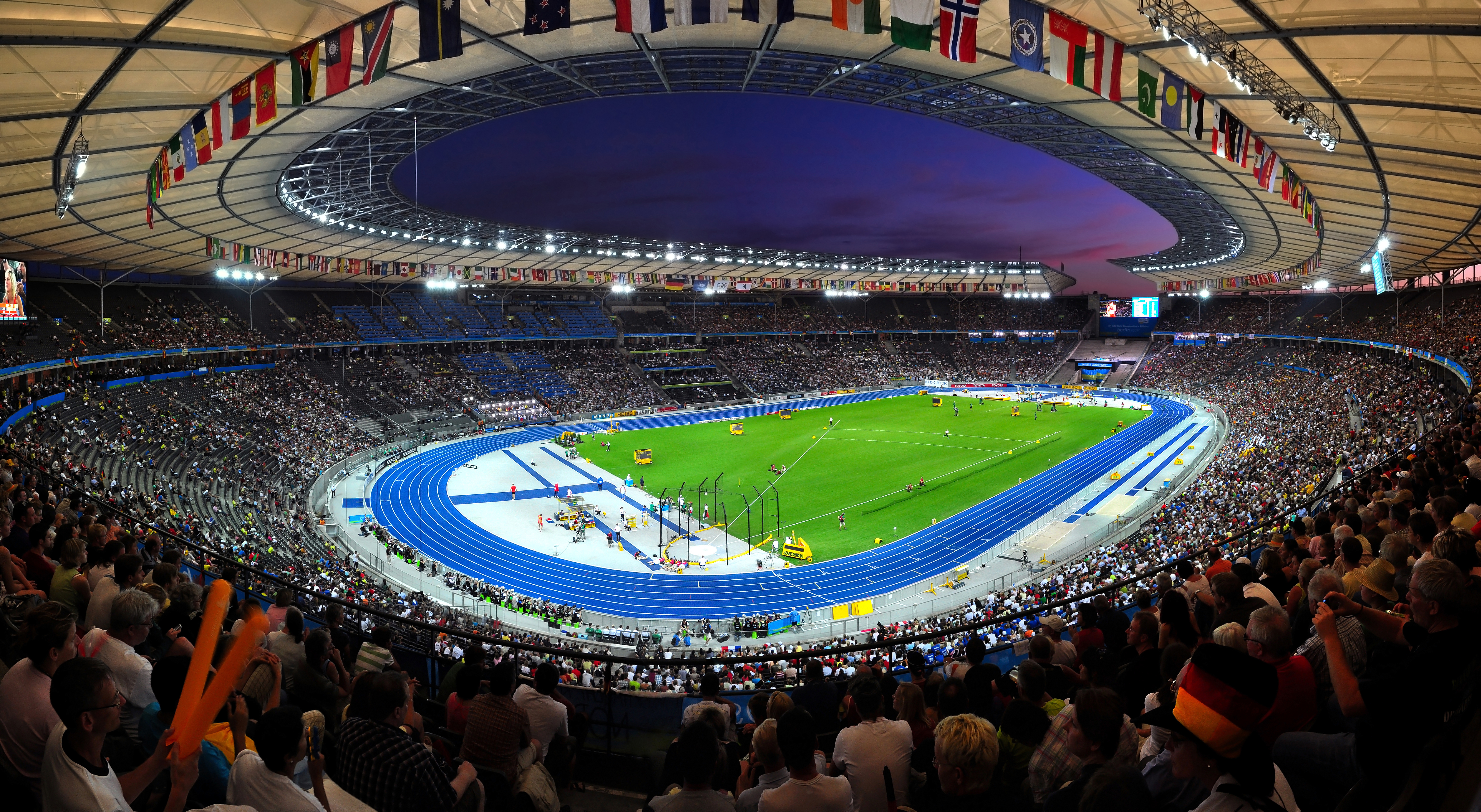
L'Olympiastadion di Berlino, teatro del meeting

Il meeting berlinese è stato nel programma della Golden League in tutte e 12 le edizioni disputate (dal 1998 al 2009), mentre dal 2010 al 2019 è stato inserito nel circuito secondario del World Challenge. Dal 2020 è parte del calendario del World Athletics Continental Tour.

## Edizioni
Di seguito la tabella delle ultime edizioni del meeting.
| Anno | Edizione | Circuito             | Dettagli          |
| ---- | -------- | -------------------- | ----------------- |
| 2007 | LXVI     | Golden League 2007   | ISTAF Berlin 2007 |
| 2008 | LXVII    | Golden League 2008   | ISTAF Berlin 2008 |
| 2009 | LXVIII   | Golden League 2009   | ISTAF Berlin 2009 |
| 2010 | LXIX     | World Challenge 2010 | ISTAF Berlin 2010 |
| 2011 | LXX      | World Challenge 2011 | ISTAF Berlin 2011 |
| 2012 | LXXI     | World Challenge 2012 | ISTAF Berlin 2012 |
| 2013 | LXXII    | World Challenge 2013 | ISTAF Berlin 2013 |
| 2014 | LXXIII   | World Challenge 2014 | ISTAF Berlin 2014 |
| 2015 | LXXIV    | World Challenge 2015 | ISTAF Berlin 2015 |
| 2016 | LXXV     | World Challenge 2016 | ISTAF Berlin 2016 |
| 2017 | LXXVI    | World Challenge 2017 | ISTAF Berlin 2017 |
| 2018 | LXXVII   | World Challenge 2018 | ISTAF Berlin 2018 |
| 2019 | LXXVIII  | World Challenge 2019 | ISTAF Berlin 2019 |